# La Maison-Blanche ne répond plus

La Maison-Blanche ne répond plus (Loyal Opposition: Terror in the White House) est un téléfilm d'action de Mark Sobel sorti en 1998.

## Synopsis
Alors que le nouveau chef terroriste Omar Hazid monte en puissance au Moyen-Orient, la Maison-Blanche se divise sur la réponse à adopter: le Président Mark Hayden envoie une délégation pour la paix mondiale tandis que son Chef d'État-Major des armées, le général James Metzger, prône l'action militaire radicale et ordonne une attaque. Quand le président relève le général Metzger de ses fonctions, ce dernier le prend en otage et annonce un complot qui vise à faire exploser l'avion transportant la délégation afin de faire accuser Hazid et de légitimer son action militaire. La seule personne qui puisse encore intervenir et faire échouer le complot n'est autre que la Vice-Présidente Elizabeth Lane...

## Fiche technique
- Titre français : La Maison Blanche ne répond plus
- Titre original : Loyal Opposition: Terror in the White House
- Réalisation : Mark Sobel
- Scénario : Jeffrey Winne, Richard Gitelson
- Montage : Garry M.B. Smith
- Distribution : Dean E. Fronk, Donald Paul Pemrick
- Musique : Ken Williams
- Producteurs : Richard Gitelson, Rosanne Milliken, James Shavick
- Producteurs exécutifs : Paul Colichman, Mark R. Harris, Stephen P. Jarchow
- Sociétés de production : Regent Entertainment, Saban Entertainment, Shavick Entertainment
- Pays :  États-Unis
- Durée : 120 minutes
- Date de diffusion : États-Unis : 8 mars 1998

## Distribution
- Joan Van Ark : Vice-Présidente Elizabeth Lane
- Nick Mancuso : Général James Metzger
- Lloyd Bochner : Président Mark Hayden
- Rick Springfield : Sénateur Barclay
- Corbin Bernsen : Agent John Gray du Secret Service
- Don Diamont : Agent John Vendome du Secret Service
- Joel Palmer : Kevin Lane
- Nathaniel DeVeaux : Scott Davies
- Malcolm Stewart : Amiral Edward Fellow
- Bob Morrisey : Krell
- Garvin Cross : Williams
- Eli Gabay : Hobson
- Ken Roberts : Général Erickson
- Garry Chalk : Colonel Gardener
- Brian Downey : Ben Harrison